# Stowarzyszenie Polskich Artystów Grafików „Ryt”

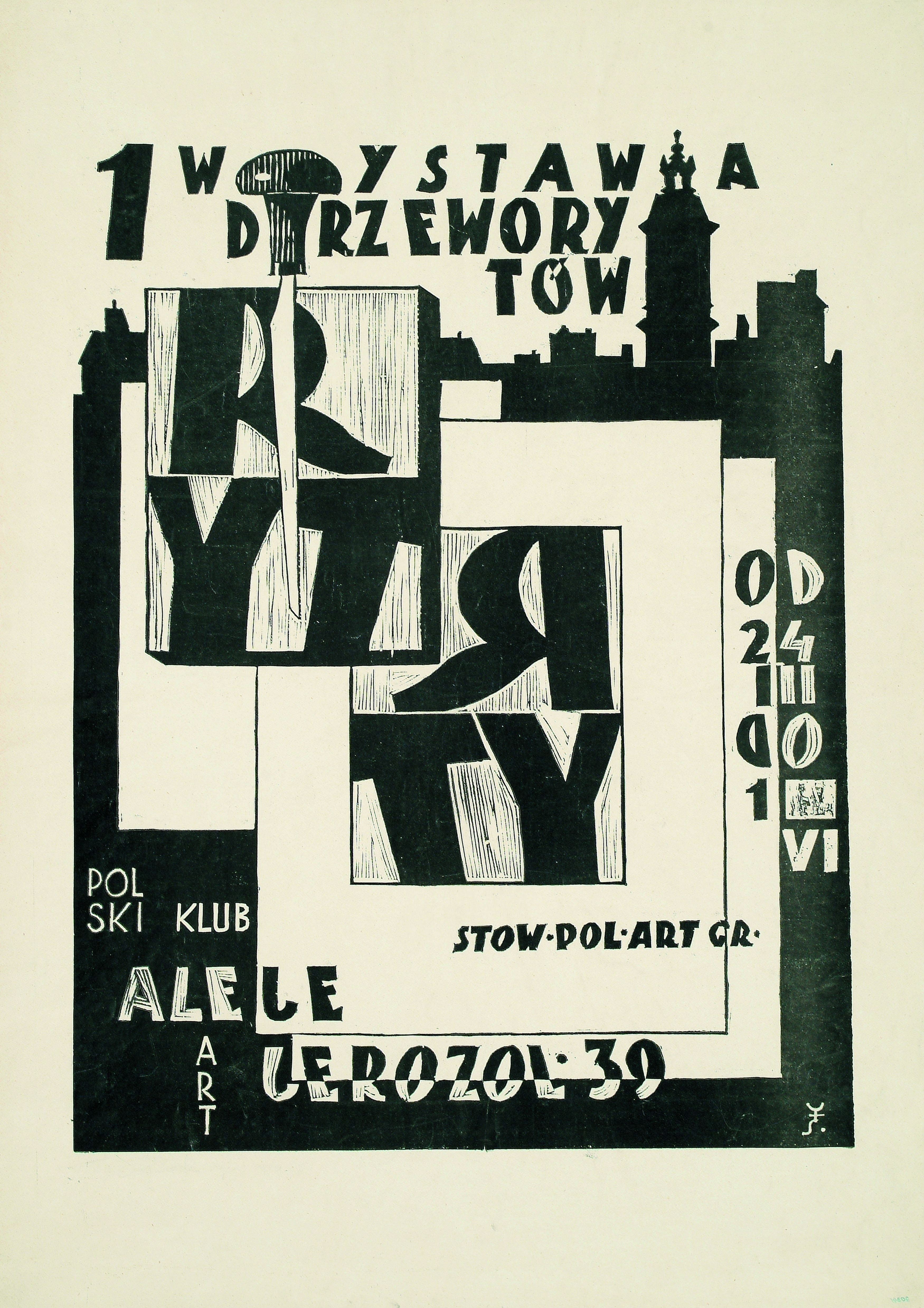
Plakat 1 Wystawa Drzeworytów Stow. Pol. Art. Gr. Ryt, aut. Tadeusz Cieślewski (syn), 1929

Stowarzyszenie Polskich Artystów Grafików „Ryt” (SPAG „Ryt”) – ugrupowanie artystyczne działające w latach 1925–1939 w Warszawie.
Stowarzyszenie zostało założone przez Władysława Skoczylasa i Ludwika Gardowskiego, profesorów Szkoły Sztuk Pięknych w Warszawie. Członkami stowarzyszenia byli przeważnie uczniowie obydwu profesorów. Celem stowarzyszenia było doskonalenie sztuki drzeworytu.

## Wybrani członkowie
- Edmund Bartłomiejczyk (1885–1950)
- Tadeusz Cieślewski (syn) (1895–1944)
- Maria Dunin-Piotrowska (1899–1986)
- Zygmunt Kamiński (1888–1969)
- Ludwik Gardowski (1890–1965)
- Jadwiga Hładki-Wajwódowa (1904–1944)
- Bogna Krasnodębska-Gardowska (1900–1986)
- Mieczysław Jurgielewicz (1900–1983)
- Janina Konarska (1902–1975)
- Tadeusz Kulisiewicz (1899–1988)
- Stefan Mrożewski (1894–1975)
- Stanisław Ostoja-Chrostowski (1897–1947)
- Wiktor Podoski (1901–1970)
- Stanisław Rzecki (1888–1972)
- Władysław Skoczylas (1883–1934)
- Konstanty Maria Sopoćko (1903–1992)
- Konrad Srzednicki (1894–1993)
- Ludwik Tyrowicz (1901–1958)
- Wacław Wąsowicz (1891–1942)
- Maria Obrębska-Stieber (1904–1995)[1]

Tradycje stowarzyszenia „Ryt” kontynuowała założona w Krakowie w 1947 „Grupa 9 Grafików”. Grupa istniała do 1960.